# Renate Jansen
Renate Jansen, RON (Abbenes, 1990. december 7. –) Európa-bajnok és világbajnoki ezüstérmes holland női válogatott labdarúgó. Hazájában az enschedei FC Twente keretének tagja.

## Pályafutása

### A válogatottban
Első válogatott szereplése 2010. április 1-re datálódik. A Szlovákia ellen 1-0 arányban megnyert mérkőzés 82. percében Kirsten van de Ven cseréjeként lépett pályára.

## Sikerei

### Klubcsapatokban
Holland bajnok (2):
- ADO Den Haag (1): 2011–12
- FC Twente (1): 2015–16

 Holland kupagyőztes (2):
- ADO Den Haag (2): 2011–12, 2012–13

### A válogatottban
Hollandia
- Európa-bajnok: 2017
- Világbajnoki ezüstérmes: 2019
- Algarve-kupa győztes: 2018